# Facheiroa cephaliomelana
Facheiroa cephaliomelana ist eine Pflanzenart in der Gattung Facheiroa aus der Familie der Kakteengewächse (Cactaceae). Das Artepitheton cephaliomelana leitet sich von den griechischen Worten kephale für ‚Kopf‘ sowie melas für ‚schwarz‘ ab und verweist auf die dunklen Cephaliumhaare der Art.

## Beschreibung
Facheiroa cephaliomelana wächst von der Basis verzweigend mit säulenförmigen grünen bis dunkelgrünen oder graugrünen Trieben und erreicht Wuchshöhen von 1,5 bis 3,8 Metern. Die Triebe weisen einen Durchmesser von 4 bis 7 Zentimetern auf. Es sind 22 bis 27 gerundete Rippen vorhanden. Die fast kreisrunde Areolen sind mit gelblich weißer Wolle und Haaren besetzt. Die aus ihnen entspringenden feinen geraden Dornen sind gelblich und besitzen eine braune Spitze. Die 1 bis 3 Mitteldornen sind bis 4 Zentimeter, die 9 bis 13 Randdornen 0,8 bis 2,8 Zentimeter lang. Das 0,75 bis 1 Meter lange und 3 Zentimeter breite Cephalium umfasst bis zu 9 Rippen und besteht aus gelben bis gelblich braunen Haaren, die bis 8 Millimeter lang sind.
Die weißlich rosafarbenen bis rosafarbenen Blüten sind bis 3,5 Zentimeter lang und weisen Durchmesser von 2,8 Zentimeter auf. Die bräunlich behaarten, violetten bis dunkelrosafarbenen bis bräunlichen Früchte sind bis 1,5 Zentimeter lang und haben Durchmesser von 2,5 Zentimetern.

## Verbreitung, Systematik und Gefährdung
Facheiroa cephaliomelana ist in den brasilianischen Bundesstaaten Bahia und Minas Gerais in Höhenlagen von 550 bis 750 Metern verbreitet.
Die Erstbeschreibung wurde 1975 von Albert Frederik Hendrik Buining und Arnold J. Brederoo (1917–1999) veröffentlicht.
Es werden folgende Unterarten unterschieden:
- Facheiroa cephaliomelana subsp. cephaliomelana
- Facheiroa cephaliomelana subsp. estevesii (P.J.Braun) N.P.Taylor & Zappi
Facheiroa cephaliomelana subsp. estevesii blüht und fruchtet an Trieben mit und ohne Cephalium.

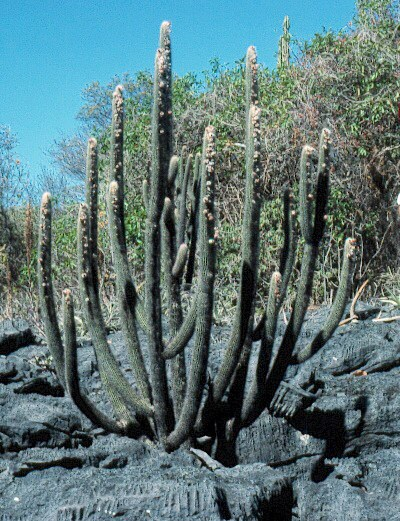
Facheiroa cephaliomelana subsp. estevesii
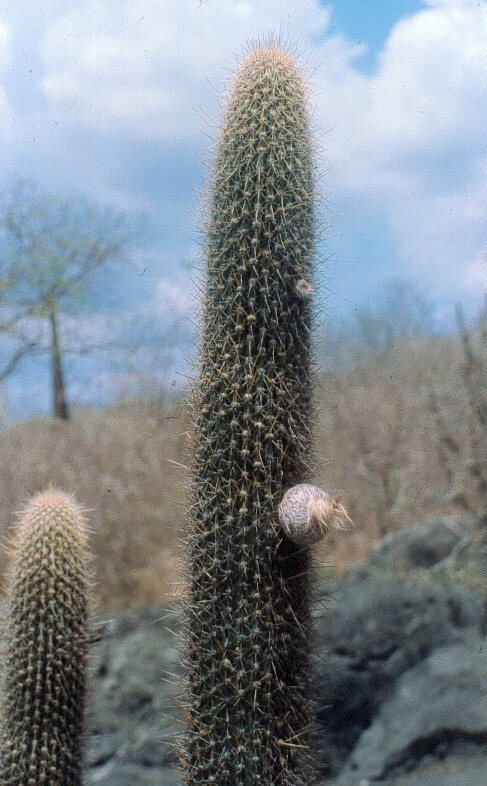
Facheiroa cephaliomelana subsp. estevesii mit Frucht an Trieb ohne Cephalium

Facheiroa cephaliomelana wird in der Roten Liste gefährdeter Arten der IUCN als „Vulnerable (VU)“, d. h. gefährdet, eingestuft. Vor der Aktualisierung 2010 wurden auch die beiden Unterarten als gefährdet geführt. Jene wurden nicht neu bewertet und aus der roten Liste entfernt.

## Nachweise